# Ottawa Senators
Ottawa Senators je hokejaški klub iz Ottawe u pokrajini Ontario u Kanadi. 
Ponovno formirani "Senatori" su se pridružili NHL-u u sezoni 1992./'93.
Domaće klizalište: Scotiabank Place.
Klupske boje: crna, crvena i zlatna.
Odabrali su hrvatskog hokejaša Brunu Idžana na NHL draftu 2025., čime je postao prvi Hrvat, koji je izabran na NHL draftu.

## Uspjesi
- President's Trophy 2002./2003.

## Vanjske poveznice
Ottawa Senators